# スヴォボードナヤ・グルジア
『スヴォボードナヤ・グルジア』（ロシア語: «Свободная Грузия»、「自由なジョージア」）は、南コーカサスのジョージアで発行されているロシア語新聞。ジョージア国内のマイノリティに向けた情報提供を使命とする。

## 沿革
1922年5月3日、ボリシェヴィキ・ザカフカース地方委員会機関紙『ザリャー・ヴォストーカ』（«Заря Востока»、「東方の夜明け」）として創刊。1936年にザカフカース社会主義連邦ソビエト共和国が解体されてからは、グルジア・ソビエト社会主義共和国の政府機関紙となっていた。トビリシに本社を置き週6日発行し、1957年には創刊35周年および通巻1万号突破を賞して労働赤旗勲章を授与されている。1972年の発行部数は13万部であった。
ソビエト連邦の崩壊に際して1991年初頭、グルジア閣僚会議は『ザリャー・ヴォストーカ』と『モロジョージ・グルジー』（«Молодежь Грузии»、「グルジア青年」）を合併し、『ヴェースニク・グルジー』（«Вестник Грузии»、「グルジアの伝令」）とすることを決定した。しかし、3か月後の同年4月10日に紙名は『スヴォボードナヤ・グルジア』へと改題された。1997年からは電子版も発行され、アメリカの国際報道機関「ワシントン・プロファイル」が行った「アナリストが参考にするロシア語新聞11」のアンケートにもロシア国外から唯一選ばれている。しかし、発行形態は連日であったものが週3日、2006年からは週刊へと縮小し、ルースキー・ミール財団からの援助も受けたが、2012年9月27日号を最後に財政難を理由として休刊となった。
その後、再建相パアタ・ザカレイシュヴィリの指導による文化・遺跡保護省からの資金援助により、『スヴォボードナヤ・グルジア』は翌2013年5月末に週刊紙として復刊した。